# أتلبورو
أتلبورو (ماساتشوستس) (بالإنجليزية: Attleboro, Massachusetts)‏ هي مدينة تقع في الولايات المتحدة في مقاطعة بريستول (ماساشوستس). يقدر عدد سكانها بـ 43,593 نسمة ومساحتها 72.0 كم2 وترتفع عن سطح البحر 42 متر.

## التركيبة السكانية
حدّد مكتب تعداد الولايات المتحدة بيانات التركيبة السكانية لأتلبورو في تعداد الولايات المتحدة. في ما يلي، التركيبة السكانية حسب تعدادي 2000 و2010.

### تعداد عام 2000
بلغ عدد سكان أتلبورو 42,068 نسمة بحسب تعداد عام 2000، وبلغ عدد الأسر 16,019 أسرة وعدد العائلات 10,921 عائلة مقيمة في المدينة. في حين سجلت الكثافة السكانية 584.8 نسمة لكل كيلومتر مربع (1,514.6/ميل2). وبلغ عدد الوحدات السكنية 16,554 وحدة بمتوسط كثافة قدره 230.1 لكل كيلومتر مربع (596.0/ميل2).
وتوزع التركيب العرقي للمدينة بنسبة 91.30% من البيض و1.64% من الأمريكيين الأفارقة و0.16% من الأمريكيين الأصليين و3.25% من الأمريكيين ذوي الأصول الآسيوية و0.04% من سكان جزر المحيط الهادئ و1.82% من الأعراق الأخرى و1.79% من عرقين مختلطين أو أكثر و4.29% من الهسبانيون أو اللاتينيون من أي عرق.
بلغ عدد الأسر 16,019 أسرة كانت نسبة 35.6% منها لديها أطفال تحت سن الثامنة عشر تعيش معهم، وبلغت نسبة الأزواج القاطنين مع بعضهم البعض 53.6% من أصل المجموع الكلي للأسر، ونسبة 10.6% من الأسر كان لديها معيلات من الإناث دون وجود شريك، بينما كانت نسبة 4% من الأسر لديها معيلون من الذكور دون وجود شريكة وكانت نسبة 31.8% من غير العائلات. تألفت نسبة 25.7% من أصل جميع الأسر من عدة أفراد يعيشون في نفس المنزل ونسبة 9.4% كانت تتألف من شخص يعيش بمفرده يبلغ من العمر 65 عاماً أو أكثر. وبلغ متوسط حجم الأسرة المعيشية 2.57، أما متوسط حجم العائلات فبلغ 3.12.
بلغ العمر الوسطي للسكان 36.1 عاماً. وكانت نسبة 25.3% من القاطنين تحت سن الثامنة عشر، وكانت نسبة 6.8% بين الثامنة عشر والرابعة والعشرين عاماً، ونسبة 33.8% كانت واقعةً في الفئة العمرية ما بين الخامسة والعشرين والرابعة والأربعين عاماً، ونسبة 20.8% كانت ما بين الخامسة والأربعين والرابعة والستين، ونسبة 11.3% كانت ضمن فئة الخامسة والستين عاماً فما فوق. يوجد لكل 100 أنثى 95.8 ذكر، ويوجد لكل 100 أنثى في الثامنة عشر من عمرها فما فوق 92.6 ذكر.
بلغ متوسط دخل الأسرة في المدينة 50,807 دولارًا، أما متوسط دخل العائلة فبلغ 59,112 دولارًا. وكان متوسط دخل الذكور 40,331 دولارًا مقابل 28,769 دولارًا للإناث. وسجل دخل الفرد الخاص بالمدينة 22,660 دولارًا. وكانت نسبة 3.7% من العائلات ونسبة 6.2% من السكان تحت خط الفقر، وكان من هؤلاء نسبة 6.1% تحت سن الثامنة عشر ونسبة 10.1% في الخامسة والستين من العمر وما فوق.

### تعداد عام 2010
بلغ عدد سكان أتلبورو 43,593 نسمة بحسب تعداد عام 2010، وبلغ عدد الأسر 16,884 أسرة وعدد العائلات 11,212 عائلة مقيمة في المدينة. في حين سجلت الكثافة السكانية 606 نسمة لكل كيلومتر مربع (1,569.5/ميل2). وبلغ عدد الوحدات السكنية 18,022 وحدة بمتوسط كثافة قدره 250.5 لكل كيلومتر مربع (648.8/ميل2).
وتوزع التركيب العرقي للمدينة بنسبة 87.11% من البيض و2.98% من الأمريكيين الأفارقة و0.22% من الأمريكيين الأصليين و4.54% من الأمريكيين ذوي الأصول الآسيوية و0.09% من سكان جزر المحيط الهادئ و2.83% من الأعراق الأخرى و2.23% من عرقين مختلطين أو أكثر و6.34% من الهسبانيون أو اللاتينيون من أي عرق.
بلغ عدد الأسر 16,884 أسرة كانت نسبة 33.3% منها لديها أطفال تحت سن الثامنة عشر تعيش معهم، وبلغت نسبة الأزواج القاطنين مع بعضهم البعض 50.1% من أصل المجموع الكلي للأسر، ونسبة 11.3% من الأسر كان لديها معيلات من الإناث دون وجود شريك، بينما كانت نسبة 5% من الأسر لديها معيلون من الذكور دون وجود شريكة وكانت نسبة 33.6% من غير العائلات. تألفت نسبة 26.4% من أصل جميع الأسر من عدة أفراد يعيشون في نفس المنزل ونسبة 9.8% كانت تتألف من شخص يعيش بمفرده يبلغ من العمر 65 عاماً أو أكثر. وبلغ متوسط حجم الأسرة المعيشية 2.55، أما متوسط حجم العائلات فبلغ 3.11.
بلغ العمر الوسطي للسكان 39.5 عاماً. وكانت نسبة 22.7% من القاطنين تحت سن الثامنة عشر، وكانت نسبة 7.9% بين الثامنة عشر والرابعة والعشرين عاماً، ونسبة 28.5% كانت واقعةً في الفئة العمرية ما بين الخامسة والعشرين والرابعة والأربعين عاماً، ونسبة 28% كانت ما بين الخامسة والأربعين والرابعة والستين، ونسبة 12.9% كانت ضمن فئة الخامسة والستين عاماً فما فوق. وتوزع التركيب الجنسي للسكان بنسبة 48.8% ذكور و51.2% إناث.

## أعلام
- راي كونيف
- روجر بوين
- روث هولدن
- ايزكيل روبنسون
- هانك موريسون
- جيف كاميرون